# El monstruo de la vieja Seúl
El monstruo de la vieja Seúl (en hangul: 경성크리처; McCune-Reischauer: Gyeongseongkeuricheo) es una serie web surcoreana dirigida por Jung Dong-yoon y protagonizada por Park Seo-joon, Han So-hee y Wi Ha-joon. La primera parte, compuesta por siete episodios, se estrenó en la plataforma Netflix el 22 de diciembre de 2023; la segunda parte, de tres episodios, se emitió desde el 5 de enero de 2024. La segunda temporada de 7 capítulos se emitió el 27 de septiembre de 2024.

## Sinopsis
Ambientada en la primavera de 1945 en Gyeongseong (el antiguo nombre de Seúl) durante el dominio japonés sobre Corea, la serie trata sobre las heridas humanas y la ansiedad, así como historias sobre la supervivencia y la dignidad humana. Es un drama de suspenso sobre jóvenes que se ven obligados a arriesgar sus vidas desesperadamente por el derecho a vivir y la felicidad que merecen como personas en un momento en que no tenían nada.

## Reparto

### Principal
- Park Seo-joon como Jang Tae-sang / Jang Ho-jae, un hombre rico al que no le interesa la justicia, hasta que el encuentro inesperado con una mujer cambia su vida para siempre.[8]
- Han So-hee como Yoon Chae-ok, una especialista en encontrar personas desaparecidas.[9][10][11]
- Claudia Kim como Yukiko Maeda, una figura misteriosa implicada en una serie de desapariciones; su familia controla Gyeongseong.[12]
- Wi Ha-joon como Kwon Joon-taek, un hombre proveniente de una familia adinerada pero que siente hostilidad hacia su familia projaponesa, así como el mejor amigo de Jang Tae-sang.[13][14]
- Kim Hae-sook como Na Wol-daek, ama de llaves de Geumokdang.[2]
- Jo Han-chul como Yoon Joong-won, el padre de Chae-ok.[2]
- Bae Hyun-sung como Seung-jo (2.ª temporada), un joven con habilidades sobrehumanas y una misteriosa conexión con Tae-sang [15][16]

### Secundario
- Ji Woo como Myung-ja, una gisaeng de Jeonwol-gwan.[17]
- Park Ji-hwan como Koo Gab-pyung.[18]
- Choi Young-joon como el teniente general Kato.[19]
- Hyun Bong-sik como Ichiro.[19]
- Ok Ja-yeon como Na Young-choon.[19]
- Cho Jae-ryong como Soma, un oficial japonés.[20]
- Woo Jung-won como Shim Soon-deok, madre de Tae-sang.[20]
- Kim Do-hyun como Ishikawa.[20]
- Yeon Je-wook.[20]
- Im Chul-soo como el señor Oh, un activista por la independencia.[20]
- Ahn Ji-ho como Park Beom-oh.[20]
- Han Sang-kyung.[20]
- Kim Yun-woo como Choi Goon, reclutado por el ejército japonés.[21]
- Im Ki-hong.[20]
- Kim Yul-ho.[20]
- Woo Ji-hyun como Ryu Sachimoto.[22]
- Lee Kyu-sung como Mori, subordinado de Ishikawa.[22][23]
- Kang Mal-geum como Choi Sung-shim/Seishin.[24]
- Lee Moo-saeng como el capitán Kuroko (2.ª temporada).[15]

## Producción
El monstruo de la vieja Seúl está dirigido por Jung Dong Yoon (que anteriormente dirigió Hot Stove League y Está bien no estar bien, y escrito por Kang Eun-kyeong (que firmó también Kim, el doctor romántico). Contó con un presupuesto de alrededor de 70 000 millones de wones.
La serie estaba en rodaje a principios de agosto de 2022. El día 3, la protagonista Han So-hee sufrió un accidente mientras rodaba un escena de acción por el que resultó herida en la cara y necesitó tratamiento médico, aunque un portavoz de su agencia declaró que no requería cirugía y que el rodaje podría proseguir según lo previsto.
El rodaje concluyó en el mes de octubre, y comenzó entonces la fase de posproducción.
El 3 de noviembre de 2022 se anunció la producción de una segunda temporada, aunque aún no se había decidido el calendario de rodaje. El 20 de septiembre de 2023, precisamente durante el rodaje de la segunda temporada, falleció un empleado de producción por causas no reveladas, de modo que la policía solicitó una autopsia para determinarlas.Una semana antes la agencia de Han So-hee había anunciado que la actriz había resultado positiva al Covid-19 y había abandonado temporalmente el rodaje para recuperarse.
El 7 de diciembre Netflix publicó el cartel principal y el avance principal de la serie, y el día 21 del mismo mes se presentó la producción a la prensa.

## Segunda temporada
La segunda temporada de la serie se presentó el 8 de septiembre de 2024 y se estrenó el 27 del mismo mes. Antes de su emisión existían expectativas de si lograría superar el relativo fracaso de la primera temporada. Esta fue recibida con algunas críticas favorables por haber capturado bien el encanto de un drama de época, pero también con duras críticas por varias razones, que incluían un desarrollo algo lento, escenarios de personajes incomprensibles y efectos especiales de baja calidad. Está ambientada en Seúl en 2024, y Park Seo-joon y Han So-hee siguen interpretando los papeles principales. Hay nuevos personajes: Lee Moo-saeng interpreta el papel del capitán Kuroko, y Bae Hyun-sung interpreta el papel de Seung-jo, un hombre con habilidades sobrehumanas.